# الصفة (القفر)

تعديل مصدري - تعديل

الصفة محلة تابعة لقرية السهلة، التابعة لعزلة بني عمر السافل بمديرية القفر إحدى مديريات محافظة إب في الجمهورية اليمنية، بلغ تعداد سكانها 35 حسب تعداد اليمن لعام 2004.